# دكرنس
دكرنس مدينة تقع في محافظة الدقهلية وهي قاعدة مركز دكرنس. بالمدينة مستشفى عام ومستشفى متخصصة للأمراض الصدرية.

## تاريخ
مدينة دكرنس من القرى القديمة، يعتقد أن اسم المدينة منقحر من أصل مصري قديم، يقترح تشابكيفيتش أنه مشتق من اسم هلنستي من المصرية القديمة تا-قرنر والتي تعني "أرض قرنر" (لقب أوزوريس) وانتقل هذا الاسم لاحقًا إلى القبطية: ⲧⲉⲕⲉⲣⲛⲓϭ / ⲧⲉⲕⲉⲣⲛⲓ.
حيث وردت باسم «دكرنس» في أعمال الدقهلية ضمن قرى الروك الصلاحي التي أحصاها ابن مماتي في كتاب قوانين الدواوين، كما وردت باسم «دكرنس» في أعمال الدقهلية والمرتاحية ضمن قرى الروك الناصري التي أحصاها ابن الجيعان في كتاب «التحفة السنية بأسماء البلاد المصرية». ووردت باسم دكرنيس في تحفة الإرشاد. جعلت المدينة قاعدة لمركز دكرنس عندما أنشئ سنة 1871، والذي كان يشمل كل البلاد الواقعة من المنصورة إلى بحيرة المنزلة. شهدت المدينة في يوم 21 نوفمبر 1935 مظاهرة ضخمة ضمن ثورة 1935 وإضراب عام واشتباك بين الأهالي والشرطة.

## الجغرافيا
تقع المدينة على الجانب الغربي للبحر الصغير بمساحة 757,29 فدان. تحدها مدينة منية النصر من الشمال الشرقي ومن الجنوب قرية الكرما ومن الشرق ميت شرف وميت السودان ومن الغرب الخشاشنة والقباب الصغرى ومن الشمال البشمور والقليوبية بمركز دكرنس.

كانت المدينة قبل عام 1945 لا تزال تتمسك بالبنيان القروية ولم تكن تختلف عما يجاورها من القرى، ثم تلى ذلك فترة تجمع وتكتل للقرى والعزب المجاورة لدكرنس مثل ميت رومي وميت مجاهد وميت الحلوج التي ضمت للمدينة سنة 1973. ازداد عمرانها بنسبة سنوية تبلغ 3,34% في فترة الثمانينات والتسعينيات التي كان فيها فترة اغتراب العمالة المصرية. وأما الفترة التي تبعتها فازداد معدل الزيادة السكانية والعمرانية لكن دون أخذ كبير من الأرض الزراعية المجاورة مثل الفترة التي سبقتها.
| البيانات المناخية لـدكرنس         | البيانات المناخية لـدكرنس | البيانات المناخية لـدكرنس | البيانات المناخية لـدكرنس | البيانات المناخية لـدكرنس | البيانات المناخية لـدكرنس | البيانات المناخية لـدكرنس | البيانات المناخية لـدكرنس | البيانات المناخية لـدكرنس | البيانات المناخية لـدكرنس | البيانات المناخية لـدكرنس | البيانات المناخية لـدكرنس | البيانات المناخية لـدكرنس | البيانات المناخية لـدكرنس |
| الشهر                             | يناير                     | فبراير                    | مارس                      | أبريل                     | مايو                      | يونيو                     | يوليو                     | أغسطس                     | سبتمبر                    | أكتوبر                    | نوفمبر                    | ديسمبر                    | المعدل السنوي             |
| --------------------------------- | ------------------------- | ------------------------- | ------------------------- | ------------------------- | ------------------------- | ------------------------- | ------------------------- | ------------------------- | ------------------------- | ------------------------- | ------------------------- | ------------------------- | ------------------------- |
| متوسط درجة الحرارة الكبرى °م (°ف) | 17.9 (64.2)               | 19 (66)                   | 21.5 (70.7)               | 25.4 (77.7)               | 30.1 (86.2)               | 31.7 (89.1)               | 31.9 (89.4)               | 32.2 (90.0)               | 30.9 (87.6)               | 28.2 (82.8)               | 24.4 (75.9)               | 19.7 (67.5)               | 26.1 (78.9)               |
| المتوسط اليومي °م (°ف)            | 12.5 (54.5)               | 13.4 (56.1)               | 15.6 (60.1)               | 18.9 (66.0)               | 22.8 (73.0)               | 25.2 (77.4)               | 26.5 (79.7)               | 26.6 (79.9)               | 25.1 (77.2)               | 22.9 (73.2)               | 19.3 (66.7)               | 14.5 (58.1)               | 20.3 (68.5)               |
| متوسط درجة الحرارة الصغرى °م (°ف) | 7.2 (45.0)                | 7.8 (46.0)                | 9.8 (49.6)                | 12.4 (54.3)               | 15.5 (59.9)               | 18.7 (65.7)               | 21.1 (70.0)               | 21 (70)                   | 19.3 (66.7)               | 17.7 (63.9)               | 14.3 (57.7)               | 9.4 (48.9)                | 14.5 (58.1)               |
| الهطول مم (إنش)                   | 15 (0.6)                  | 9 (0.4)                   | 6 (0.2)                   | 4 (0.2)                   | 3 (0.1)                   | 0 (0)                     | 0 (0)                     | 0 (0)                     | 0 (0)                     | 5 (0.2)                   | 8 (0.3)                   | 11 (0.4)                  | 61 (2.4)                  |
| المصدر: Climate-Data.org          |                           |                           |                           |                           |                           |                           |                           |                           |                           |                           |                           |                           |                           |

## السكان
بلغ عدد سكان المدينة 103,224 نسمة في تقدير يوليو 2024 منهم 51,786 ذكر و51,438 أنثى.
| السنة | عدد السكان | السنة | عدد السكان |
| ----- | ---------- | ----- | ---------- |
| 1882  | 4143       | 1986  | 48,616     |
| 1897  | 5092       | 1996  | 58,379     |
| 1927  | 7769       | 2006  | 69,473     |
| 1947  | 10,669     | 2017  | 88,344     |
| 1960  | 14,440     | 2024  | 103,224    |
| 1976  | 38,433     |       |            |

## الاقتصاد
يزرع أهل المدينة في زمامها البالغ 4429,12 فدان القمح والأرز والذرة والفول. كما يوجد فيها مصنع للملابس الجاهزة وأخر للدخان ومضارب للأرز ومشاغل تطريز ومصانع ألبان.